# Arma de fissão de tipo balístico

O método balístico de montagem no desenho representativo da Little Boy.

Armas de fissão de tipo balístico são armas nucleares de fissão cujo desenho agrega o seu material físsil numa massa supercrítica pelo uso do método balístico: disparando um pedaço de material sub-crítico contra outro. Embora tal mecanismo seja, por vezes, visualizado como dois hemisférios sub-críticos lançados um contra o outro formando uma esfera crítica, tipicamente dispara-se um projéctil oco contra um espigão que preencherá o seu interior. O nome deste método provém do facto de se disparar o material por um cano de artilharia, tal como de um projéctil se tratasse. Outros esquemas potenciais podem incluir o disparo de duas peças uma contra a outra em simultâneo, embora se desconheça se esta técnica foi efectivamente utilizada.